# 輪軸

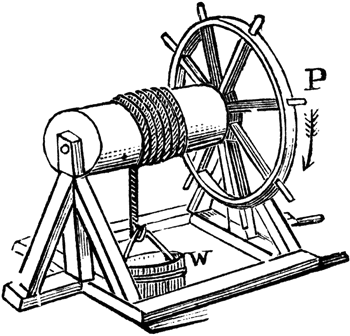
輪軸を活用した井戸

輪軸（りんじく）とは、大きな半径をもつ輪の中心部分に小さな半径をもつ軸を固定して同時に回転するようにした単純機械の一種。直径を異にする2つの滑車を貼り合わせたものとみることもできる。
輪軸はてこと基本原理は同じであり、ともに小さな力を大きな力に変換する単純機械である。てこの場合、支点と力点の間の距離と力点に加える力との積は支点と作用点の間の距離と作用点で得られる力との積に等しくなる。同じように輪軸の場合、輪の半径と輪に加える力との積は軸の半径と軸で得られる力との積に等しくなる。
輪軸は回転式のツマミ、ドライバーなどに用いられている。